# 南利明 (俳優)
南 利明（みなみ としあき、1924年3月14日 - 1995年1月13日）は、日本の喜劇俳優。本名は野津 俊三（のづ しゅんぞう）。

## 来歴
神奈川県横須賀市で、横須賀海軍工廠に勤めていた士族の野津勝造の子として生まれる。愛知県名古屋市育ち。旧制南山中学卒業。
榎本健一に師事（のち破門されるが、最晩年に破門を解かれた）。1956年に由利徹・八波むと志と脱線トリオを結成。リーダー格となり、浅草を中心にドタバタ喜劇の女形の役柄で人気を得る。元々3人とも所属事務所が違ったため、間もなくトリオは解散し、以降、ピンで活躍。『てなもんや三度笠』に軽妙な名古屋弁を喋る鼠小僧役でレギュラー出演し、人気を獲得した。
1969年のオリエンタルの「スナックカレー」のCM中での名古屋弁のフレーズ「ハヤシもあるでョ〜」や、後にこのCMをパロディ化した赤城乳業の「カレーアイス」のCMにも出演。なおこのCMの締めは「ハヤシはありゃせんぞ（ないよ）」となっている。これらコマーシャルで使われた台詞は南の代名詞ともなり、例えば1971年の「週刊ベースボール」での野球選手との対談記事のタイトルは「谷沢打てばウハウハ喜ぶよ！優勝もあるでヨ 」だった。なお脱線トリオ時代、ごひいきのプロ野球チームは西鉄ライオンズだった。
その後も、特に鈴木則文監督作品に数多く出演し、喜劇だけに限らず、シリアス、時代劇、子供向け、ロマンポルノ等、ジャンルを問わず様々な作品に俳優として活躍。
軽妙でいて、かつ人の話を適当に聞き流すキャラクターが多いながらもダンディさを持っており高田純次の元祖に近い。1995年1月13日に肺癌で死去。70歳。
コミックソング「演歌チャンチャカチャン」のヒットで知られる平野雅昭は、南の付き人だった。

## 音楽

### シングル
1. 華麗なる人生（ウハウハソング）（1971年4月）
2. 南の男と北の女の恋物語ナンダ!（1971年4月）
3. 燃えよドラゴンズ!V2（1975年）
4. 中日小唄・番外篇（1975年）

## 出演作品

### テレビ

#### コメディ
- てなもんや三度笠 （1962年、ABC）

#### ドラマ
- 嵐のなかでさよなら （1966年、NET）
- 銭形平次 第25話「ふたり平次」（1966年、CX） - 中山半七郎
- フラワーアクション009ノ1 第1話「日本爆破アンタッチャブル」（1969年、CX）
- 清水次郎長（1971年、CX） - 法印大五郎
- シークレット部隊 第3話「女子高校生の禁じられた遊び」（1972年、TBS）
- 顔で笑って 第20話「泥棒が結んだ恋」（1974年、TBS）
- 白い牙 第11話「哀しき父性愛」（1974年、NTV）
- バーディ大作戦 第10話「吸血ワラ人形の大予言」（1974年、TBS）
- ふりむくな鶴吉 第12話「寒月記」（1975年、NHK）
- 俺たちの旅 第35話「一緒に仕事をはじめました」（1976年、NTV）
- 特別機動捜査隊 第779話「むらさき小唄雪之丞」（1976年、NET） - 浪江
- 新五捕物帳 第16話 「おらが村にも春が来た」（1978年、NTV） - 百姓甚兵衛
- 大江戸捜査網 （12ch / 三船プロ）
  - 第241話「誇り高き父子鷹」（1976年） - 「居酒屋・楓」の親父
  - 第365話「人質救出に賭けた夫婦の絆」（1978年） 与助
- 西遊記 第26話「あれが天竺・大雷音寺だ!」（1979年、NTV） - 鉄砂大王
- 西遊記II 第19話「偽西遊記 危機一髪」（1980年、NTV） - 偽三蔵
- 噂の刑事トミーとマツ 第22話「トミー変身の秘密PART-2」（1980年、TBS / 大映テレビ） - 暴力団猿川組・組長
- ウルトラマン80 第29話「怪獣帝王の怒り」（1980年、TBS/円谷プロ） - 鬼矢谷村・村長
- 鬼平犯科帳 第1シリーズ 第15話「影法師」（1980年、ANB） - 塩井戸の捨八
- 大岡越前 第6部 第9話「千両富は俺のもの!」（1982年5月3日、TBS / C.A.L） - 太吉
- 地獄の左門十手無頼帖（CX / 東映）
  - 「将軍暗殺!」（1983年） - 辰
  - 「女菩薩供養」（1983年） - 伊勢喜
  - 「声を盗まれた娘」（1984年） - 音吉
- AカップCカップ（1983年、TX）
- 新・女捜査官 第6話「女子校生の危険なアルバイト」（1983年、ABC）
- 大奥 第31話「暴かれた禁男の園」・第32話「永遠の処女」（1983年、KTV） - 笹岡喜内
- 若き血に燃ゆる〜福沢諭吉と明治の群像（1984年、テレビ東京）
- 新大江戸捜査網 第19話「夜霧の津軽三味線」（1984年、テレビ東京） - 金兵衛
- 新夢千代日記（1984年、NHK）
- 土曜ワイド劇場
  - 「尼僧、ストリッパー殺人事件」（1984年、ABC）
  - 「女医の死亡診断書」（1985年）
- 特捜最前線 第485話「喪服のソープ嬢・1/30秒の殺人トリック!」（1986年、ANB）
- 暴れん坊将軍II（ANB / 東映） 
  - 第115話「借金取りを呑んだ女!」（1985年） - 鹿蔵
  - 第145話「倒産前夜の夫婦宣言!」（1986年） 山川源左衛門
- 西田敏行の泣いてたまるか 第8話「父ちゃんはタクシードライバー」（1986年、TBS）
- 暴れん坊将軍III 第64話「雪姫けんか珍道中」（1989年） - 大和三日月藩家老・都築内膳
- はぐれ刑事純情派2 第6話「老いらくの恋殺人事件」（1989年、ANB）
- 阿刀田高サスペンス「見えない窓」（1990年、KTV）

### 映画
- サザエさんシリーズ（東宝、宝塚映画）
  - サザエさんの婚約旅行 （1958年） - 旅館の客
  - サザエさんの結婚 （1959年） - 出前持
  - サザエさんの脱線奥様 （1959年） - 鯖江
  - 福の神 サザエさん一家 （1961年） - 梶木
- ドドンパ酔虎伝（1961年、大映）
- 忠臣蔵 花の巻・雪の巻（1962年11月3日、東宝） - 大工の伝八
- 日本一のゴマすり男（1965年、東宝）
- てなもんや東海道（1966年、東宝） - 鼠小僧次郎吉
- てなもんや幽霊道中（1967年、東宝） - 鼠小僧次郎吉
- 喜劇 競馬必勝法（1967年、東映） - 若い男
- 不良番長 送り狼 (1969年、東映) - クラブの客
- 謝国権「愛」より （秘）性と生活（1969年、東映） - 島田登
- ドリフターズですよ!特訓特訓また特訓（1969年） - 熊沢
- 新網走番外地シリーズ（1969年 -　1972年、東映）
- 関東テキヤ一家 シリーズ（1969年 - 1971年、東映）
- やくざ刑事シリーズ（東映） - 峰尾豪
  - やくざ刑事（1970年）
  - やくざ刑事 マリファナ密売組織（1970年）
  - やくざ刑事 恐怖の毒ガス（1971年）
- 不良番長 出たとこ勝負（1970年、東映）
- ずべ公番長 夢は夜ひらく（1970年、東映） - 桂木
- 未亡人ごろしの帝王（1971年、東映）
- だまされて貰います（1971年、東宝） - 下山
- ごろつき無宿（1971年、東映） - 東一夫
- 夜の手配師 すけ千人斬り（1971年、東映） - 客
- ヤスジのポルノラマ やっちまえ!!（1971年、日本ヘラルド映画） - ムジ鳥、ムジ夫（声）
- ポルノの帝王（1971年、東映） - トラックの運転手
- 男の代紋（1972年、東映） - のんべェ安
- 銀蝶流れ者 牝猫博奕（1972年、東映） - 紳士
- まむしの兄弟 刑務所暮し四年半（1973年、東映） - 下駄屋
- 三池監獄 兇悪犯（1973年、東映） - ぼんぼ竹
- 超能力だよ全員集合!!（1974年、松竹） - 富山
- 三代目襲名（1974、東映） - 渡辺末吉
- トラック野郎シリーズ（東映）
  - トラック野郎・御意見無用（1975年） - トラック装飾専門店主人
  - トラック野郎・望郷一番星（1976年） - 支配人
  - トラック野郎・天下御免（1976年） - 車金融の主人
  - トラック野郎・度胸一番星（1977年） - 百万石
  - トラック野郎・男一匹桃次郎（1977年） - 写真屋
  - トラック野郎・突撃一番星（1978年） - 南田
  - トラック野郎・熱風5000キロ（1979年） - 代行屋
  - トラック野郎・故郷特急便（1979年） - 幸蔵
- 東京ふんどし芸者（1975年、東映） - 角井
- 空手バカ一代（1977年、東映） - トッド若松
- 吼えろ鉄拳（1981年、東映） - ボギー
- 輪舞（1988年、にっかつ） - 竹内十三

### テレビアニメ
- 快傑くも人間（たこはち博士）※1971年放送版
- 怪獣王ターガン - ハンター
- 宇宙忍者ゴームズ - 悪魔博士
- 幽霊城のドボチョン一家 - ドラキュラ

### ラジオ
- 東海ラジオ ショーナイター（1973年、東海ラジオ）

### CM
- オリエンタルスナックカレー（1969年）
- 一和 「ジンセンアップ」（1979年）
- 赤城乳業「カレーアイス」（1984年） -オリエンタルスナックカレーのセルフパロディ。